# Пиларова, Эва
Эва Пиларова (урождённая Бояновска, 9 августа 1939 года, Брно — 14 марта 2020 года, Прага) — чешская певица и актриса, трёхкратный лауреат конкурса Zlatý slávik (чеш., Золотой соловей) в категории певиц. Кавалер медали «За заслуги» (2009).

## Биография
Родилась в семье Ладислава и Франтишки (1915—2021) Бояновских. Отец был парикмахером, мать — швеёй. Пением занималась с детства (в детском церковном хоре) и тогда же полюбила классическую музыку. Пиларова окончила четырёхлетнюю высшую экономическую школу в Брно в 1958 году. В конце 1950-х годов поступила в брненскую Академию музыкального искусства на оперное отделение. Во время учёбы выступала в сатирическом театре «Вечерний Брно». Через год обучения бросила академию и поступила в пражский театр «Семафор», где кроме прочих, выступала с дуэтом Иржи Сухи и Иржи Шлитра и где сразу проявила себя как певица.
В 1962 году вместе с Вальдемаром Матушкой и Карлом Штедрым перешла в театр «Роккоко», но в 1964 году вернулась в «Семафор». В том же году в фильме «Если бы тысяча кларнетов» сыграла роль музыканта женской школы — вместе с Надей Урбанковой и спела дуэтом с Карелом Готтом песню «Опасно касаться звёзд». Во время своей карьеры певицы исполнила ряд хитов вместе с Вальдемаром Матушкой, Карелом Готтом и другими певцами.
Пик карьеры Пиларовой выпал на 1960-е — 1970-е годы. У неё было сильное сопрано с альтовым оттенком в размере трёх с половиной октав и хорошей вокальной техникой. В конце карьеры она ориентировалась в основном на джаз и свинг.
В период нормализации Пиларова не могла ездить на Запад, поскольку её первый и второй мужья (Милан Пилар и Яромир Майер) эмигрировали. В 1977 году она была вынуждена подписать так называемую Антихартию (в оппозицию Хартии 77), чтобы вообще получить возможность выступать, за что через 40 лет публично извинилась.

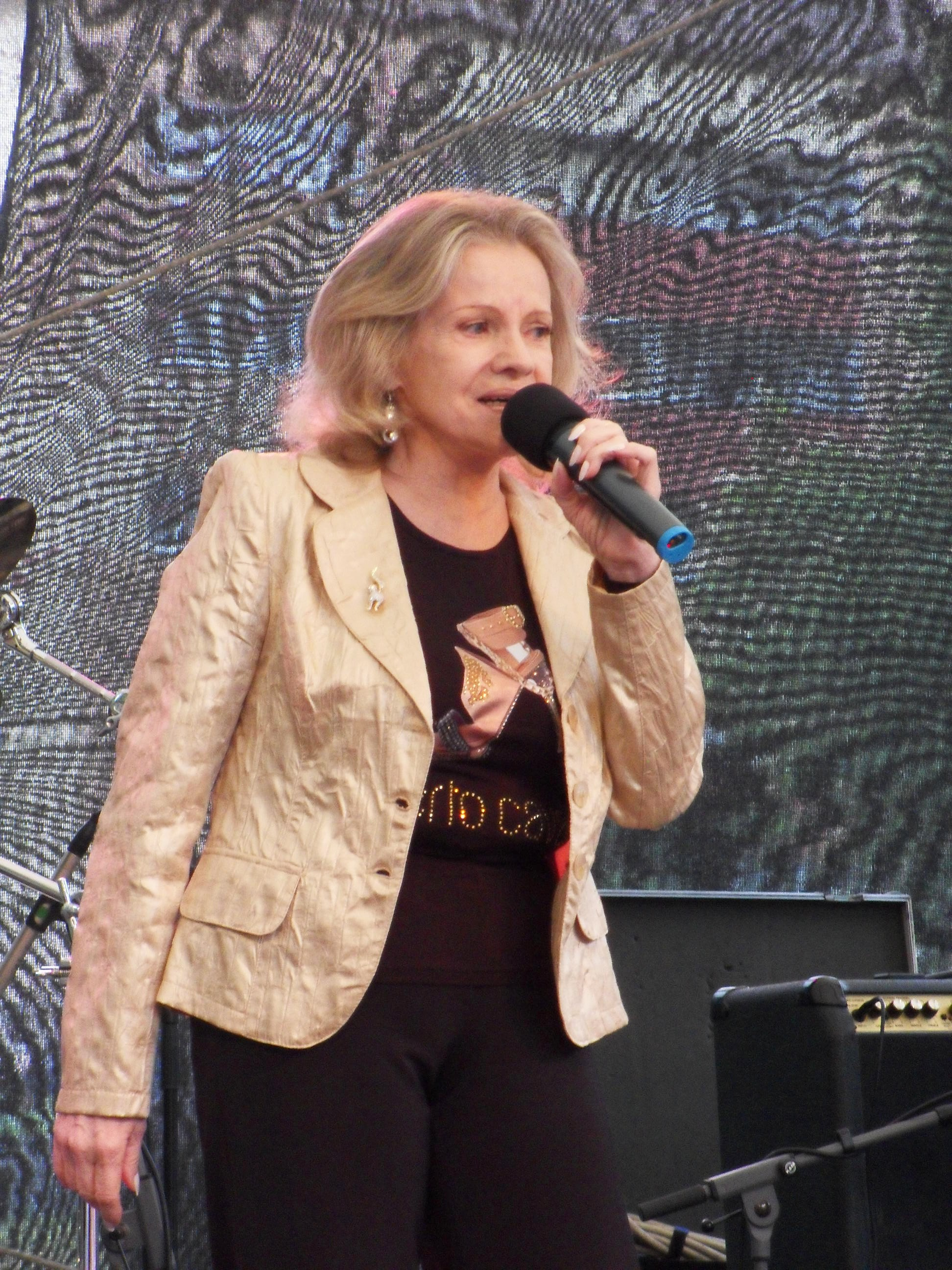
Эва Пиларова в Брно

Среди своих любимых певцов называла Рэя Чарльза, Эллу Фицджеральд и Пегги Ли.

### Личная жизнь
Эва Пиларова была замужем три раза. Первым мужем в 1960—1964 годах был джазовый контрабасист Милан Пилар (род. 1934), вторым в 1968—1971 годах — певец Яромир Майер (род. 1943). Третьим мужем в 1984 году стал танцовщик Ян Коломазник (род. 1952). От первого брака родился сын Милан. Мать Пиларовой Франтишка Бояновска умерла 27 июня 2021 года, спустя несколько дней после своего 106-летия.

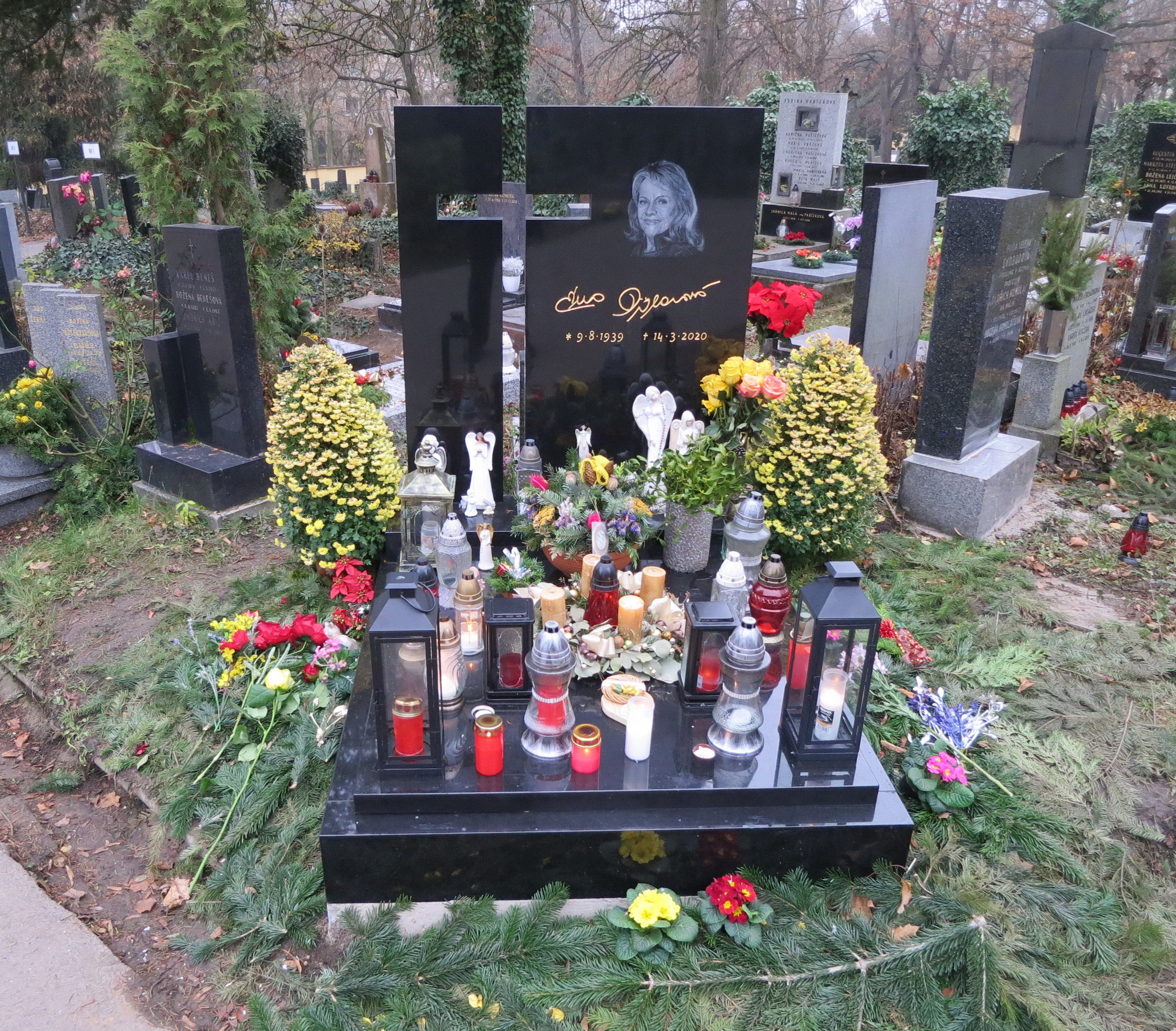
Могила Пиларовой в Праге, недалеко от могилы Карела Готта

### Похороны
Похоронная служба по Эве Пиларовой состоялась в среду 3 июня 2020 года в базилике Вознесения Девы Марии в Праге. Выступил ряд артистов (Адам Плахетка, Павел Шпорцл. Моника Абсолонова и др.), государственные органы были представлены министром культуры Лубомиром Заоралком, а актёрское сообщество — Иржиной Богдаловой. Пастор Мариан Поспеха упомянул в своей речи песню «Там за водой в камышах» (Рай), исполненную Пиларовой с Вальдемаром Матушкой. От имени певцов прощался Войтех Дик.

## Награды
- 1962: Золотая медаль за джазовое исполнение на Всемирном фестивале молодёжи (Хельсинки)
- 1963: Золотой Соловей (официально опубликована и передана в 2014)
- 1964: Золотой Соловей
- 1967: Золотая Братиславская Лира
- 1967: Награда за лучшую интерпретацию — Золотая Братиславская Лира
- 1967: Золотой ключ Интервидения
- 1967: Grand Prix de Disque Сопот
- 1967: Publikumsliebling – фестиваль песни в Берлине (ГДР)
- 1967: Золотой Соловей
- 1969: Награда за лучшую интерпретацию — Фестиваль популярной песни Варадеро, Куба
- 1971: Золотой Соловей
- 1978: Золотой Дечинский Якорь
- 1978: Награда за лучшую интерпретацию - Братиславская Лира
- 1981: Заслуженный артист Чехословакии
- 1998: Премия Академии Масарика
- 2004: Платиновый диск Tommü records
- 2009: Медаль За заслуги I степени
- 2014: Премия Senior Prix фонда Жизнь артиста
- 2018: Премия Южноморавского края[5]

## Дискография

### Пластинки
- Эва Пиларова – Supraphon, 1965
- Хорошо оплаченная прогулка – Supraphon, 1965
- Эва Пиларова – Supraphon, 1966
- Fascinating Czech Star – Supraphon/Artia, 1966
- Преступление в варьете – Supraphon, 1968
- Эва – Supraphon, 1969
- Поёт Эва Пиларова – Supraphon, 1970
- Небесная любовь (с Вальдемаром Матушкой) – Supraphon, 1973
- Жить - это чудо – Supraphon, 1974
- My Czech Favourites – Supraphon/Artia, 1974
- Я здесь и пою – Supraphon, 1979
- Эва – Supraphon, 1986

### CD
- Поглаживание души – Bonton, 1992
- Story – Supraphon, 1992
- Платиновая Эва Пиларова – Tommü records, 1993
- Story II – Supraphon, 1993
- One perfect song – Tommü records, 1994
- Эва Пиларова и гости – Tommü records, 1995
- Рождество – Tommu records, 1996
- С бесподобной радугой (s Миланом Бюргером) – Tommü records, 1997
- Рождественские дни – Tommü records, 1998
- Requiem – Bonton, 1998
- Recitál (Eva Pilarová a Karel Gott 1965 Live) – Bonton, 1998, MC, CD
- Swing 2000 – Tommü records, 1999
- Играть с дьяволом (с Вальдемаром Матушкой) – Чешское радио, 2000
- Моравенка (с группой Moravěnka, Иржи Шмукаром и Йожкой Шмукаром) – Tommü records, 2000
- Касаться звёзд – Sarurn, 2000
- Rodeo – Tommü records, 2002
- Лучшие хиты – Bonton, 2003
- Золотой состав – Tommü records, 2004
- Дом, полный снов – West records,
- Перемены – Supraphon, 2009
- Пиларка 2013 – собственное издание, 2013
- Пиларка и друзья – Voltr Production, 2018
- Пиларка 80 Инвентаризация тела – Voltr Production, 2019

### Статьи
- Катастрофа Ту-154 в Праге – авиакатастрофа в 1973 году в Праге, при которой погибли музыканты группы Эвы Пиларовой.